# 292

## Nașteri
- dată necunoscută: Marina din Antiohia  (d. 307)
- dată necunoscută: Pahomie cel Mare călugăr creștin egiptean (d. 348)